# Overpris (frimærker)
Frimærker med overpris udstedes for at støtte et givet formål, typisk et velgørenhedsformål, og de sælges derfor til en pris, der ligger over deres frankeringsværdi.
Frimærker med overpris har normalt både deres frankeringsværdi og deres overpris påtrykt.
I 1921 udsendtes de første danske frimærker med overpris, 10 + 5 øre og 20 + 10 øre, for at støtte Røde Kors. Mærkerne var Genforeningsmærker fra henholdsvis 1920 og 1921 med overprisen overtrykt.
Post Danmark udgiver hvert år et frimærke med overpris.